# Кендлер-штрасе (станція метро)
48°12′19″ пн. ш. 16°18′34″ сх. д. / 48.2053° пн. ш. 16.3094° сх. д.
«Кендлер-штрасе» (нім. Kendlerstraße) — станція Віденського метрополітену, розміщена на лінії U3 між станціями «Оттакринг» і «Гюттельдорфер-штрасе». Відкрита 5 грудня 1998 року у складі дільниці «Йон-штрасе» — «Оттакринг».
Розташована в 16-му районі Відня (Оттакринг).